# アレクサンダー・バスタマンテ
ウィリアム・アレクサンダー・クラーク・バスタマンテ(Sir William Alexander Clarke Bustamante, 1884年2月24日 - 1977年8月6日)は、ジャマイカの政治家であり、労働者の指導者。同国の初代首相。

## 生涯
キューバでは警察官として、ニューヨーク市の病院では栄養士として働きながら、世界を旅した後に、1932年にジャマイカに戻り、植民地支配に対する戦いのリーダーになった。
1937年、労働活動家のアラン・G.S.クームスによって設立されたジャマイカ労働組合(JWU)の会計係になった。1938年のストライキの間、労働者のスポークスマンとして活躍し、カリスマ性を発揮した。JWUは後にバスタマンテ産業労働組合(BITU)に代わり、そこで彼は「チーフ」として知られるようになった。
1940年、破壊活動のために投獄されるが、彼の反植民地の努力はジャマイカへの国民参政権を与えることをもたらした。1942年に釈放され、1943年にジャマイカ労働党(JLP)を設立した。この時、いとこのノーマン・マンリーは、JLPのライバルである人民国家党(PNP)を設立した。
JLPは最初の下院における32の席のうち22を普通選挙で獲得し、植民地行政長官(Chief Minster)のポストが1953年に創設されるまで、バスタマンテは非公式のジャマイカ政府の指導者になった。JLPが1955年に破られるまで指導者を務める。また、1947年と1948年には、キングストン市長としても活躍した。
西インド連邦に反対し、ジャマイカを独立国家にするべく煽動を行った。
1962年、ジャマイカ独立にともない初代首相に就任し、1967年まで役目を果たした。